# Château de Glénay
Le château de Glénay est un château situé en France sur la commune de Glénay dans le département des Deux-Sèvres.

## Historique
Les premières fondations ont été construites au début du XIIe siècle à l'écart du bourg sur une petite roche escarpée qui domine le Thouaret. À l'origine, cette maison forte était occupée par un capitaine qui surveillait le passage à gué de la rivière. Ultérieurement le seigneur vint habiter ce lieu et fit modifier la maison forte pour la transformer en château du XIIe siècle au XIVe siècle. En 1386 le seigneur Jean de Beaumont fait restaurer les fortifications endommagées pendant la guerre de Cent Ans. Après les Guerres de religion, le château est restauré, remanié et agrandi. Des appartements sont conçus dans le bâtiment central renaissance, avec fenêtres à meneaux. La chapelle dédiée à Sainte Marguerite est également aménagée à côté de l'immense fuie.
Au cours des siècles, trois familles se succèdent dans les lieux, les Beaumont, les Saint-Gelais de Lusignan et au début du XVIIe siècle les Vignerot de Pontcourlay, qui deviendront plus tard ducs de Richelieu. Le Cardinal de Richelieu a séjourné durant quelques mois durant les années 1610 et 1611 auprès de son beau-frère, René de Vignerot de Pontcourlay, souffrant. Marie-Madeleine de Vignerot de Pontcourlay, qui devint plus tard duchesse d'Aiguillon, a passé son enfance au château de Glénay.
En mai et en juin 1628, Henri de La Trémoille a logé au château de Glénay avant d'abjurer sa foi protestante et de se convertir au catholicisme entre les mains du cardinal de Richelieu lors du siège de La Rochelle.
Au XVIIIe siècle, alors que le château appartient au maréchal de Richelieu, la toiture et les planchers du logis sont méthodiquement démontés.
Après sa vente par le duc de Richelieu en 1789, le château a notamment appartenu à Louis Texier-Olivier puis au prince de La Tour d'Auvergne.
Après la Révolution, le château n’est plus qu’une exploitation agricole et le logis est envahi par la végétation. Dès la fin du XIXe siècle, il est photographié en particulier par Jules Robuchon qui le visite à plusieurs reprises ce qui permet de connaître son état à l’époque.

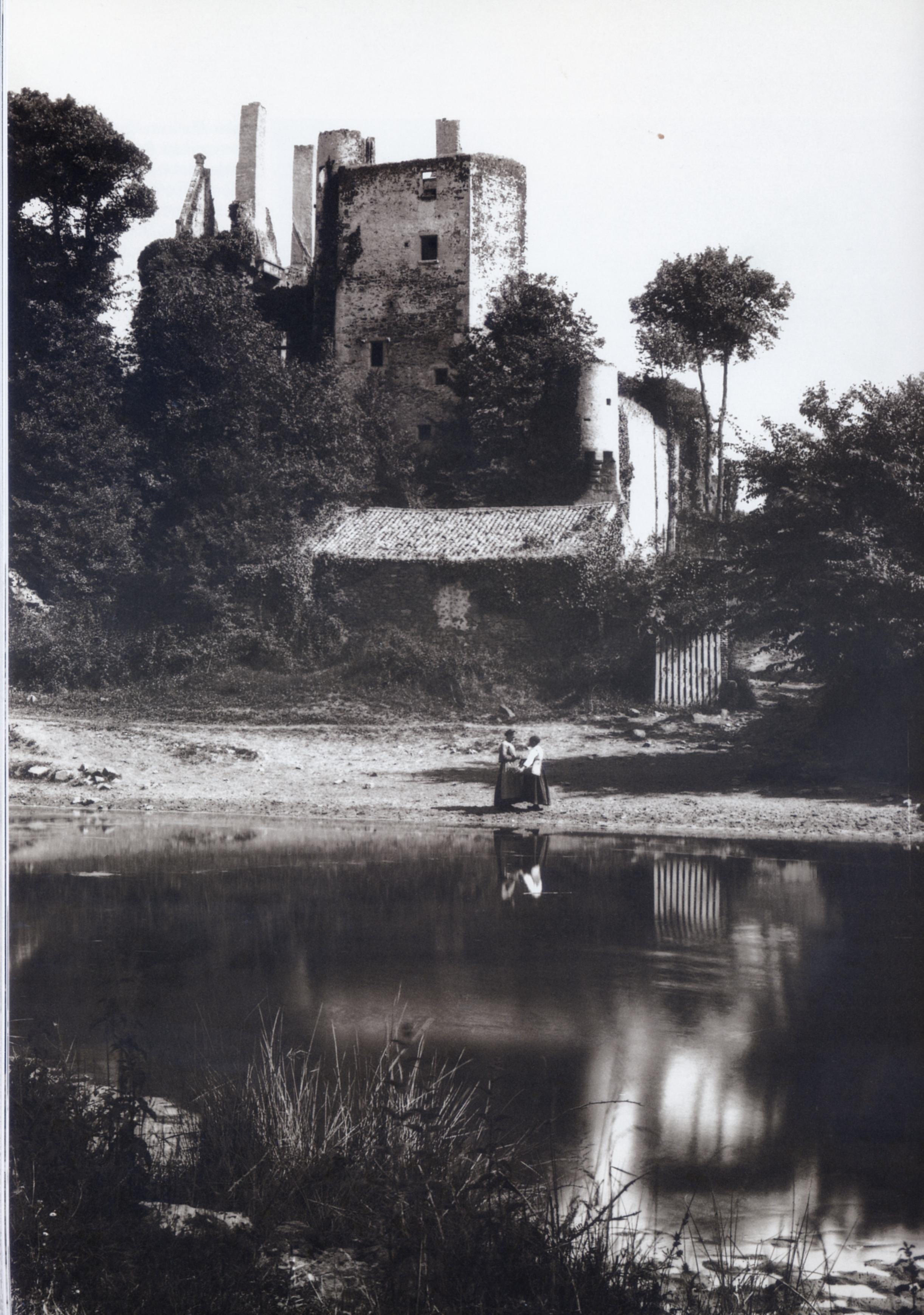
Le château de Glénay par Jules Robuchon en 1889 : une des plus anciennes photographies du château

Le château bénéficie de multiples protections au titre des monuments historiques : une inscription le 18 avril 1995 (façades et toitures des communs), un classement le 31 juillet 2000 (logis, chapelle et pigeonnier) et une inscription le 7 juin 2018 (les communs en totalité (sauf le pigeonnier classé au titre des monuments historiques), tous les vestiges maçonnés, le vivier, ainsi que le sol de certaines parcelles avec leurs clôtures).
C'est aujourd'hui un domaine privé qui n'est pas ouvert à la visite. À partir du second semestre 2021, le château fait l'objet d'un important chantier de restauration qui porte sur la restitution à l'identique de ses planchers, de sa charpente et de sa couverture en ardoise conduit par AEDIFICIO – M. Stéphane Berhault (architecte du patrimoine). À partir du 31 mars 2025, le site du château accueille la deuxième session d'un chantier d'insertion et six stagiaires. 

## Description
Le château est construit à proximité d’un gué sur le Thouaret dont il contrôlait le passage. Construit 40 mètres en retrait de celui-ci, il se développe parallèlement à la rivière. Positionné à flanc de coteau, sa façade offensive s’oriente au sud-est, vers l’amont de la colline. Le sol de la cour noble domine la rivière d’environ 6 mètres.
Le château se compose principalement du logis seigneurial accessible par un pont-levis au sud, d’une tour d’angle flanquant le logis au sud-est, d’une tour polygonale sur la façade nord-ouest du logis, d’une chapelle au nord-est, d’un châtelet jouxtant la chapelle et d’une cour noble au nord.
Intégrant des éléments du XIVe siècle, le château est un témoignage de l’architecture de transition qui vit le jour au lendemain de la guerre de Cent Ans. D’un point de vue architectural, sa tour polygonale, qui comprend trois escaliers, deux chambres, plusieurs espaces de service, le tout sur six étages, est, semble-t-il, unique en France.
Le domaine est de forme complexe et se compose de deux enceintes. La première, ceinture le domaine et n’est que partiellement conservée. Une des tourelles d’angle, tronquée, est encore visible sur l’ancienne entrée principale au sud. La seconde est propre au château et intègre la cour noble au nord du logis seigneurial.
L'organisation du domaine parait avoir été influencée par les principes d'économie rurale diffusés en France par le Le Livre des Prouffitz champestres et ruraulx touchant le labour des champs, vignes et jardins  de Pierre de Crescens et le Théâtre d’Agriculture et mesnage des champs d'Olivier de Serres. Se structurant ainsi en trois basses-cours et une cour noble, on trouve sur la propriété les éléments suivants : un très important pigeonnier qui comporte 2 463 boulins et dont la porte est surmontée des armoiries des Saint-Gelais de Lusignan, les communs, le vivier avec un jardin clos le long de la rivière, un ancien potager, les ruines du pressoir et enfin le château avec la chapelle attenante dédiée à Sainte Marguerite.

## Les gisants de René de Vignerot de Pontcourlay et de Françoise du Plessis de Richelieu
Le château de Glénay conserve les sculptures mortuaires de René de Vignerot de Pontcourlay et de son épouse, Françoise du Plessis de Richelieu.

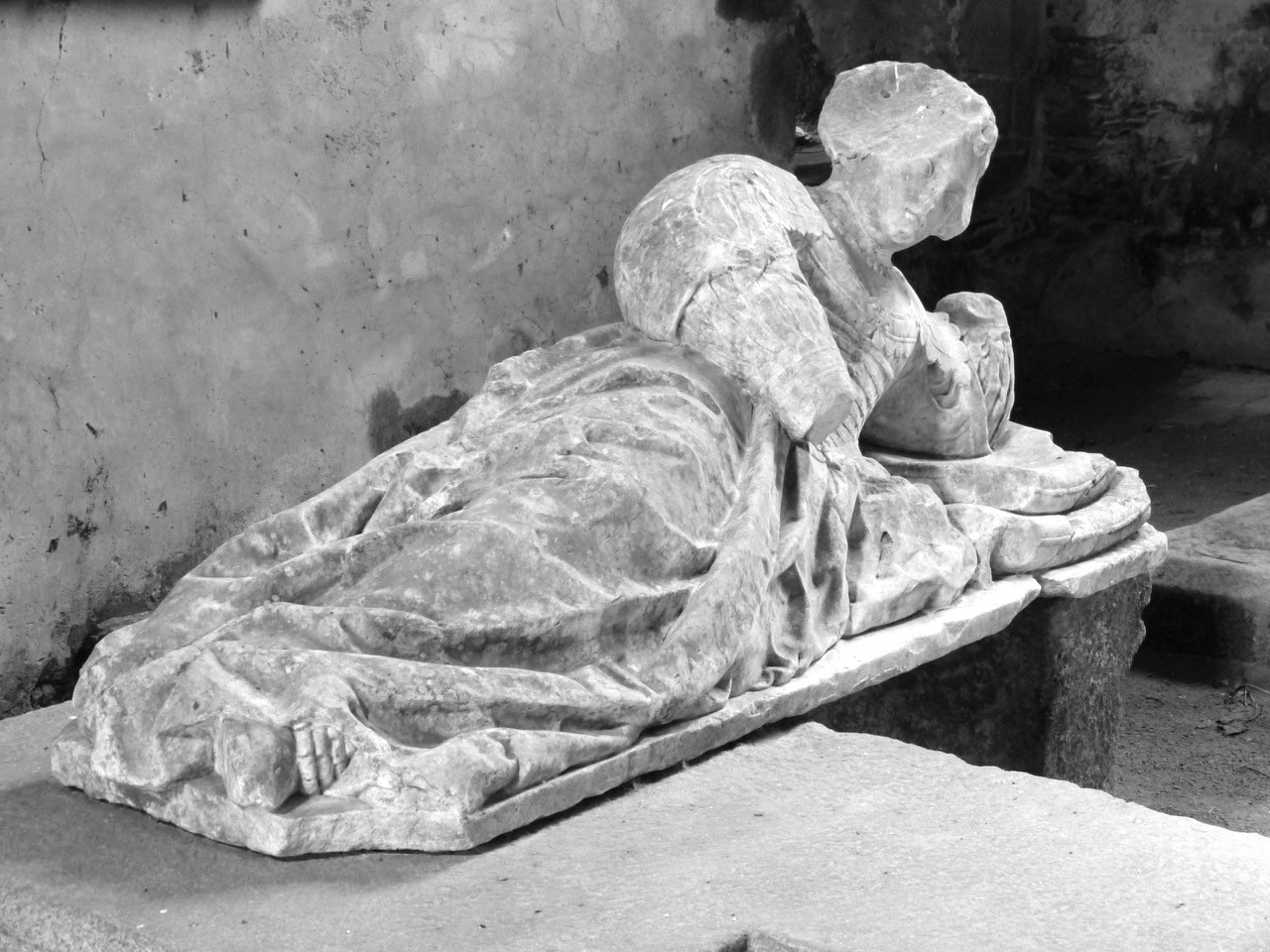
Le gisant de Françoise du Plessis de Richelieu
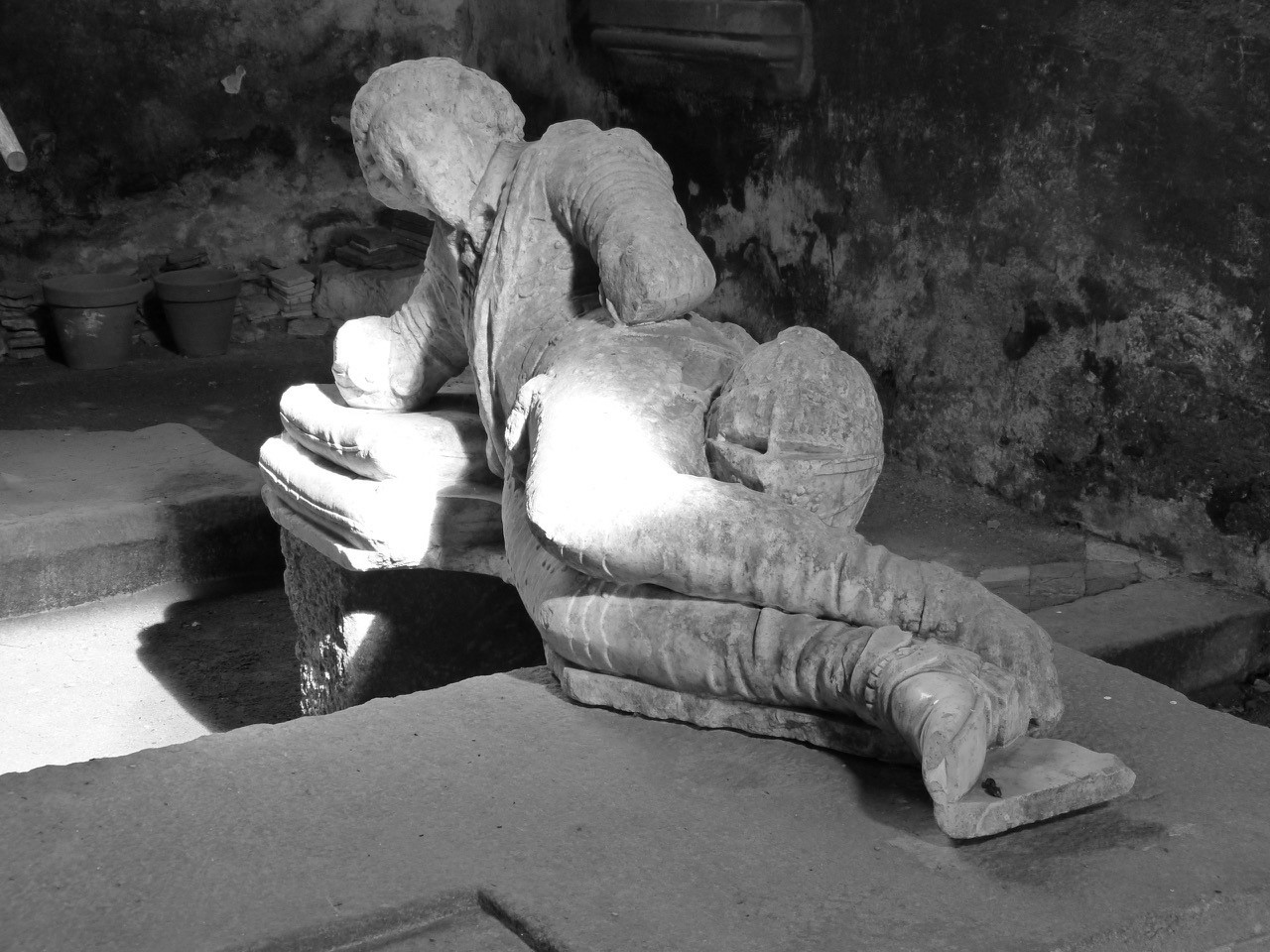
Le gisant de René de Vignerot de Pontcourlay

Ces sculptures sont l'œuvre de Michel II Bourdin et faisaient partie d’un monument funéraire commandé par François de Vignerot et installé en 1642 dans le chœur de l'église de Glenay.
Les figures au naturel de René de Vignerot et de Françoise du Plessis étaient initialement posés sur un sarcophage ; de chaque côté du monument étaient sculptées les armoiries de René de Vignerot et de Françoise du Plessis, le tout de marbre blanc. Les armoiries de Françoise du Plessis (voir galerie), qui seules avaient été retrouvées au début du XXe siècle, ont été volées il y a une vingtaine d’années en même temps que la main de la sculpture de René de Vignerot. Au-dessus des armoiries des défunts étaient placés leurs épitaphes qui sont également conservées au château. 
Le monument était en outre orné de quatre génies funéraires, deux retrouvés dans le puits du château en 1936, et deux autres identifiés dans les réserves du musée de Thouars par Grégory Vouhé.

Le texte de l'épitaphe de René de Vignerot est le suivant :
REPOSE ATTENDANT LA RESURRECTION HAUT ET PUISSAN[T] RENE DE WIGNEROD CHEVALIER SEIG[NEUR] DU PONT DE COU[RLAY ET DE] GLENE CAPITAINE DE CENT HOMMES D’ARMES DES ORDO[NNANCES] DE SA M[AJESTE] LEQUEL APRES AVOIR DONNE PLUS PREUVES DE SA FI[DELITÉ] INVIOLABLE POUR LESTAT ET D’UNE VALEUR EXTRAORDINAIRE EN COMBATZ ET PARTICULIEREMENT CELUY D’ARQUES ET A LA [BATAILLE] D’IVRY APRES LAQUELLE IL EUT L’HONNEUR DESTRE EMBRAS[SÉ] PUBLIQUEMENT PAR SON ROY LE GRAND HENRY MOURUT [EN PLEINE] GLOIRE ET DE PIETE EN L’ANNEE 1624 AGÉ DE LXIII AN[S]
Priez Dieu pour son âme

Le texte de l'épitaphe de Françoise du Plessis est le suivant :
CI INHUMÉE HAUTE ET PUISSANTE DAME MAD[AME] [FRANÇOISE DU PL]ESSIS DE RICHELIEU ESPOUSE DUDICT SEIG[NEU]R DU P[ONT DE COURLAY] LES RARES QUALITEZ DE SON CORPS, DE SO[N…] AME, FUT ADMIRÉE DE TOUTE LA FRANCE, F[…]E SŒUR DU GRAND CARDINAL DUC DE R[ICHELIEU] ET AUSSY DANS DES SANTIMENS D’UNE EXTRAO[RDINAIRE PIÉTÉ MOURUT EN L’ANN]EE 1616 AAGÉE DE XXXVIII ANS.
Priez Dieu pour son âme
Le monument a été démantelé et les sculptures mutilées semble-t-il à la Révolution et les éléments subsistants ont été transportés sur la propriété. Après diverses tribulations, ces derniers ont été placés au XXe siècle dans la chapelle du château.
Les gisants ont fait l'objet d'une inscription au titre des monuments historiques en date du 26 octobre 2015.

## Galerie

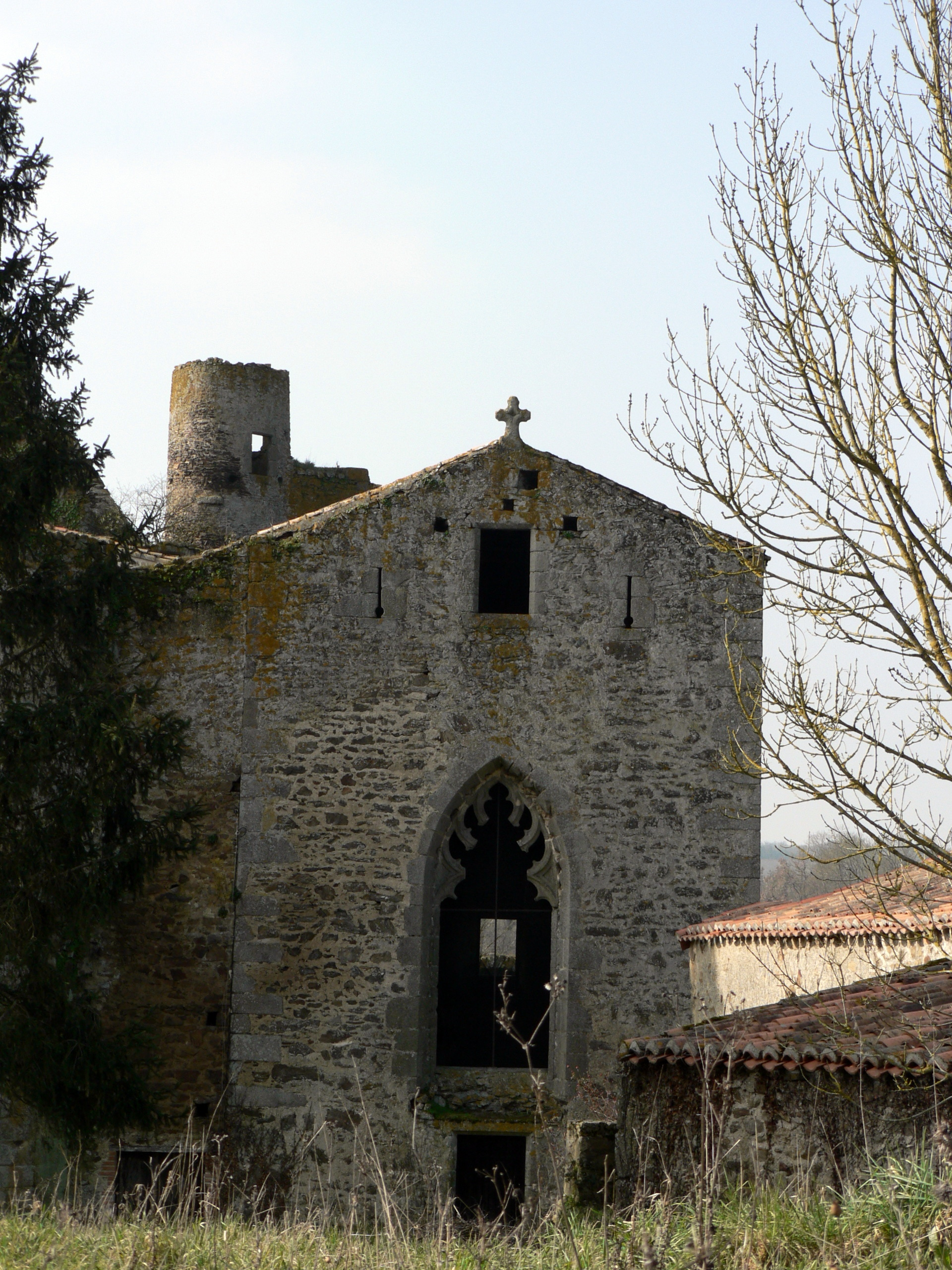
Chapelle Sainte-Marguerite.
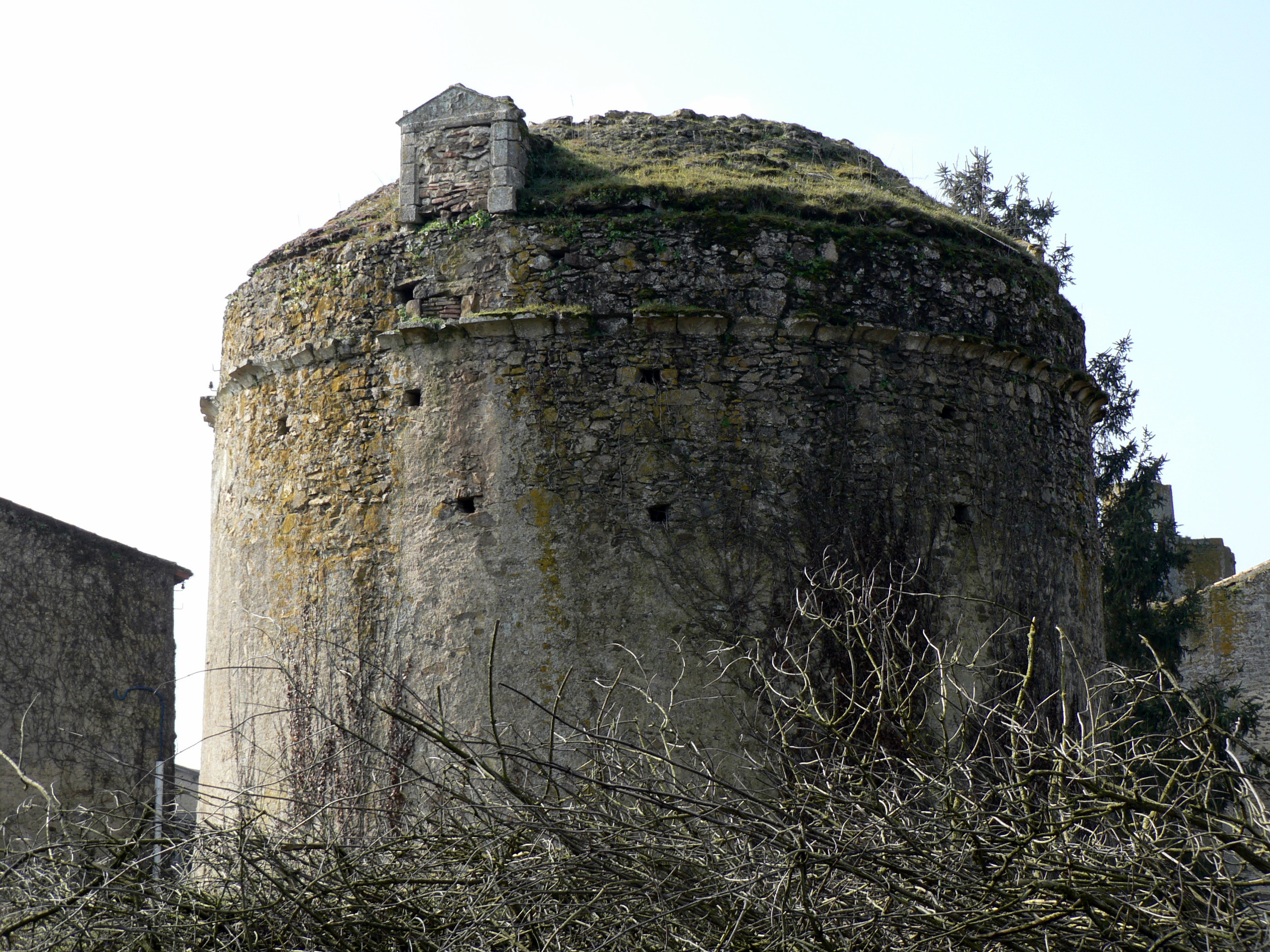
Colombier du château.
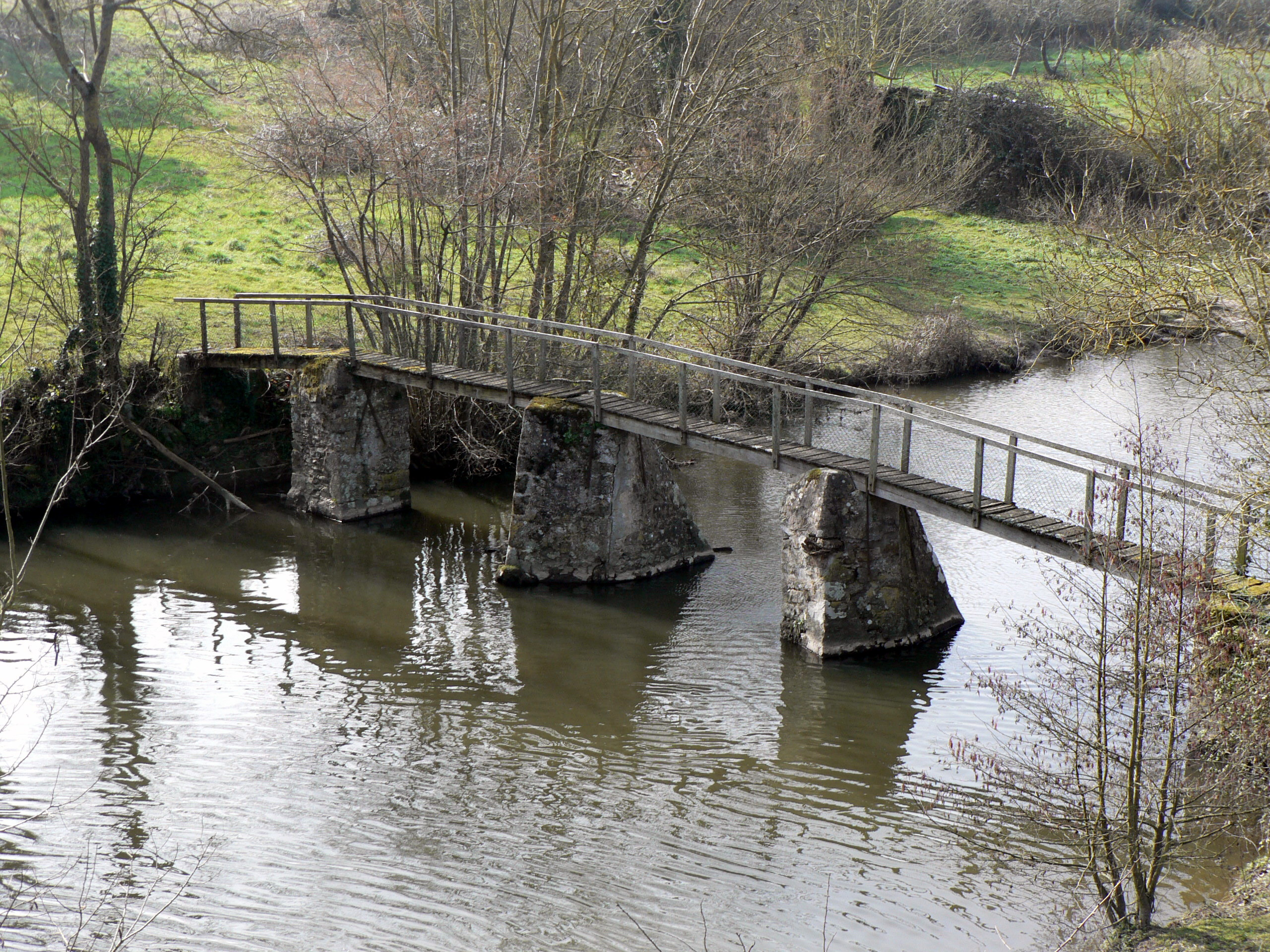
Passerelle sur le Thouaret.
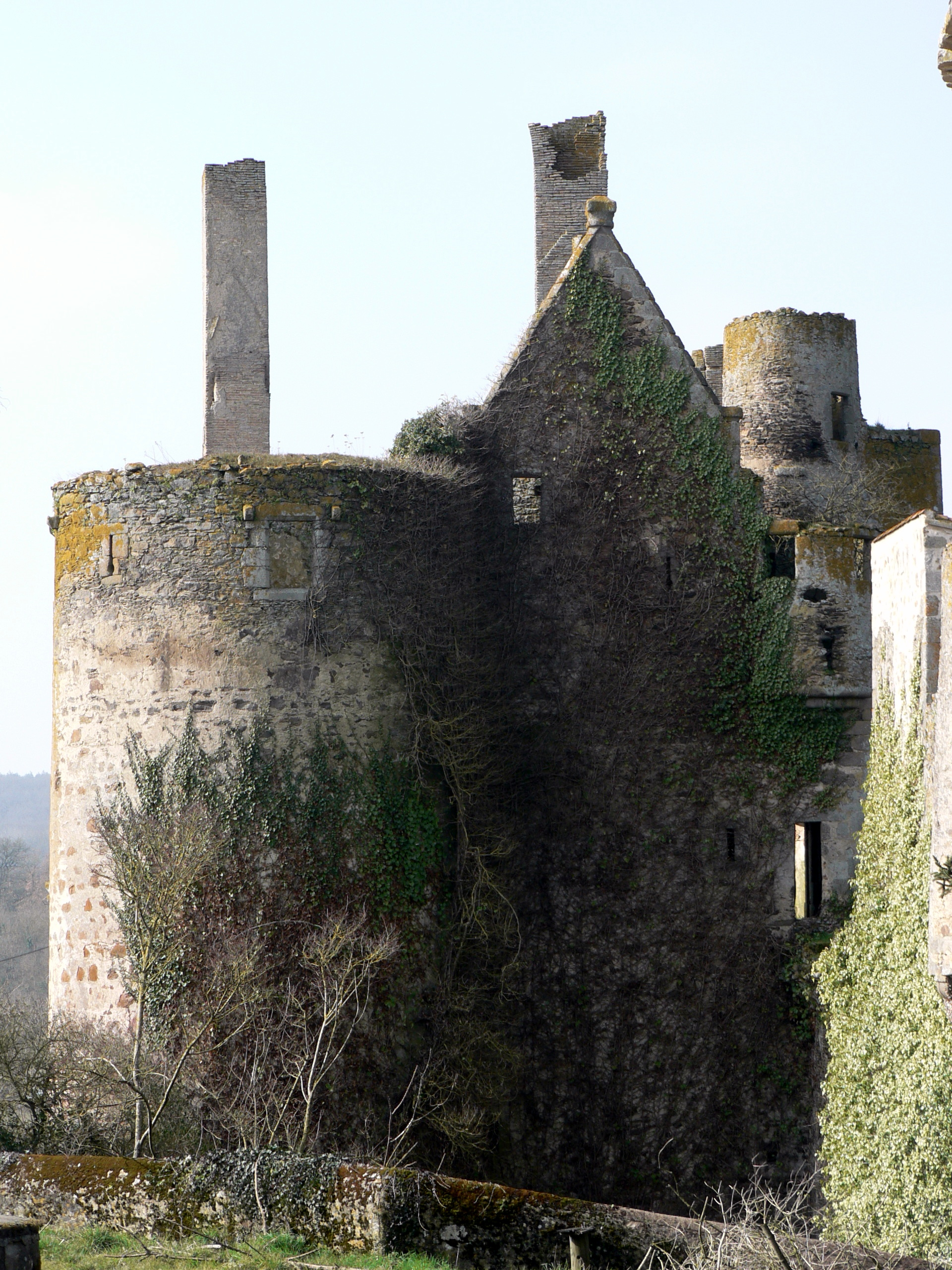
Ruines du bâtiment principal.
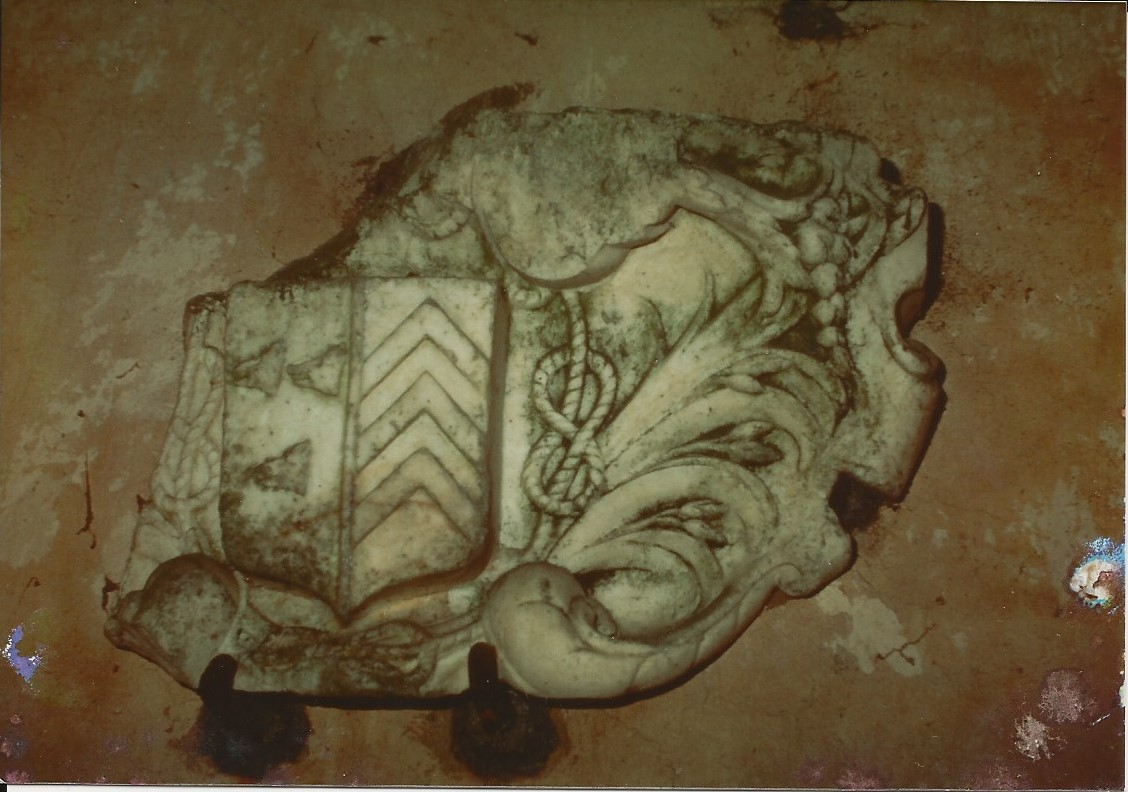
Armoiries de Françoise du Plessis de Richelieu, épouse de René de Vignerot de Pontcourlay, provenant de son monument funéraire et volées vers 2000.